# غاري إل. بينيت
غاري إل. بينيت (بالإنجليزية: Gary L. Bennett)‏ (17 يناير 1940)؛مهندس وروائي أمريكي.